# Villers-la-Faye
 Villers-la-Faye  là một xã thuộc tỉnh Côte-d’Or trong vùng Bourgogne miền đông nước Pháp.